# Tonformat
Verschiedene Tonformate entwickelten sich im Laufe der Zeit für den Einsatz im Kino- und Heimbereich.
In dieser Übersicht sind die Systeme von den Anfängen des Kinotons bis hin zu den aktuellen digitalen Tonsystemen aufgelistet.

## Analoge Tonsysteme
- Lichtton
- Magnetton

## Analoge Tonsysteme Matrixsoundsysteme
- Dolby Stereo
- Ultra Stereo
- dts Stereo

## Aktuelle digitale Tonsysteme
- Dolby Digital
- dts
- SDDS
- Sonics
- Dolby TrueHD
- DTS-HD

## Tonsysteme, die heute ohne Bedeutung sind
Die folgenden Tonsysteme waren nur kurze Zeit in Kinobetrieben installiert.  
- Sensurround das beispielsweise im Apollo Cinerama verwendet wurde.
- Quadrofonie
- Cinema Digital Sound
- HDFS
- L.C. Concept